# Olchowicze
Olchowicze – osada w Polsce położona w województwie podlaskim, w powiecie siemiatyckim, w gminie Mielnik.
Do 2015 r. część wsi Maćkowicze.
W latach 1975–1998 miejscowość położona była w województwie białostockim.
Wierni kościoła rzymskokatolickiego należą do parafii św. Apostołów Piotra i Pawła w Siemiatyczach Stacji.